# TV Original BGM Collection Rupan Sansei - Yamashita Takeo Original Score ni yoru "Rupan Sansei" no sekai
TV Original BGM Collection Rupan Sansei - Yamashita Takeo Original Score ni yoru "Rupan Sansei" no sekai (テレビオリジナルBGMコレクション ルパン三世 〜山下毅雄オリジナルスコアによる「ルパン三世」の世界〜?, Terebi Orijinaru BGM Korekushon Rupan Sansei 〜 Yamashita Takeo Orijinaru Sukoa ni yoru "Rupan Sansei" no sekai) è un album di Takeo Yamashita pubblicato il 25 marzo 1980.
Si tratta di una raccolta di BGM da lui composte per le serie Le avventure di Lupin III e Le nuove avventure di Lupin III. Nella prima edizione dell'album, in LP, le canzoni erano direttamente estrapolate dagli anime perché non si è riusciti a ritrovare le versioni originali; questo ha comportato che alcune volte si possono sentire rumori e voci sovrastare i pezzi musicali. Nelle riedizioni successive, in CD, Yamashita ha preferito risuonare tutto l'album, avendo conservato gli spartiti originali.

## Tracce
Testi e musiche di Takeo Yamashita.
1. LUPIN III PART I - OPENING THEME
2. MOODY THEME - "LUPIN III PART II"
3. AFRO ROCK THEME
4. JAPANESE TONE OF LUPIN
5. GALLOP SAMBA
6. DISCO PLAYS LUPIN
7. SCAT THEME
8. ROCK THEME No. 1
9. TWO-BEAT ROCK - "LUPIN III PART II"
10. SLOW BALLAD - "LUPIN III PART I"
11. DEXY ROCK MARCH
12. A TOUCH OF JAPANESE TONE
13. SHUFFLE ROCK - LUPIN WALKIN'
14. MEDIUM SAMBA
15. AFRO "LUPIN '68"
16. SAMBA CRAZY
17. NICE GUY LUPIN - TWO BEAT
18. SLOW SAMBA
19. LUPIN III PART II - ENDING THEME
20. Rupan Sansei shudaika I (TV Size SE nashi) (ルパン三世主題歌I（TVサイズ・SE無し）?, Rupan Sansei shudaika I (TV Saizu SE nashi))
21. Rupan Sansei shudaika II (TV Size SE iri) (ルパン三世主題歌II（TVサイズ・SE入り）?, Rupan Sansei shudaika II (TV Saizu SE iri))

## Voci e altri musicisti
Le parti vocali appartengono a Charlie Kosei, Hiroishi Yoshiro, Kayoko Schima e i Singers Three.
Alla chitarra elettrica vi sono Yūji Karaki e Yōichi Tamura, al basso elettrico Ken Sato, alla tastiera Susumu Hashimoto, al sintetizzatore nuovamente Hashimoto e Tōru Yamashita, al pianoforte Shigeki Ikeno, alla batteria Taketoshi Igarashi, alle percussioni Nobuo Horiuchi, Kiyonori e Haruo Tsuno, al trombone Yasushi Harada, al vibrafono Kōichi Uchida, al flauto di bambù Minoru Muraoka, al violino il Kikuko Kobayashi Group.